# Grip (program)
A Grip egy CD lejátszó és cd-rippelő program a GNOME projekten belül.

## Jellemzők
- Teljes értékű CD lejátszás a képernyő nagyon kis részének elfoglalásával (kicsinyített módban)
- A CDDB adatbázis használata, amivel akár meg is oszthatjuk a zeneszámaink adatait az Interneten keresztül
- HTTP proxy támogatás azoknak, akik tűzfal mögött vannak
- Ismétlés, véletlenszerű lejátszás és lejátszási lista módok
- Rippelés (egy track, több track egy fájlba, egy track részlete)
- A rippelt számok kódolása .wav fájlból Ogg Vorbisba, MP3-ba vagy veszteségmentes tömörítésű FLAC fájlokba
- Egyidejű rippelés és kódolás
- Kódolás egyidejűleg több folyamatban SMP gépeken
- ID3v1/v2 címkék hozzáadása MP3 fájloknál a kódolás után
- Együttműködés a DigitalDJ-jel, egy mySQL-re épülő MP3 jukeboxszal

## Külső hivatkozások
- SourceForge project page